# Аррас (округ)
Округ Аррас (фр. Arrondissement d'Arras) — округ у Франції, в департаменті Па-де-Кале. 2023 року округ об'єднував 357 муніципалітетів, населення становило 249 935 осіб.
Адміністративний центр (супрефектура) — Аррас.

## Муніципалітети
Список муніципалітетів округу та їхні коди INSEE:
1. Абарк (62399)
2. Аблензевель (62002)
3. Авен-ле-Конт (62063)
4. Авен-ле-Бапом (62064)
5. Авердуен (62061)
6. Авренкур (62421)
7. Аденфер (62009)
8. Аєтт (62068)
9. Ак (62007)
10. Аллуа (62404)
11. Амблен-ле-Пре (62405)
12. Амбрин (62027)
13. Амеленкур (62406)
14. Ампльє (62030)
15. Анвен (62036)
16. Андекур-ле-Каньїкур (62424)
17. Андекур-ле-Рансар (62425)
18. Анзен-Сент-Обен (62037)
19. Аннескам (62409)
20. Аньє-ле-Дюїзан (62011)
21. Аньєр (62012)
22. Аньї (62013)
23. Апленкур (62410)
24. Аравен (62411)
25. Арле-ан-Гоель (62039)
26. Аррас (62041)
27. Аті (62042)
28. Аш'є-ле-Гран (62005)
29. Аш'є-ле-Петі (62006)
30. Ашикур (62004)
31. Бавенкур (62086)
32. Баєль-ле-Перн (62071)
33. Баєль-о-Корнай (62070)
34. Баєль-Сір-Берту (62073)
35. Баєльваль (62074)
36. Баєльмон (62072)
37. Банкур (62079)
38. Бапом (62080)
39. Бараль (62081)
40. Барастр (62082)
41. Барлі (62084)
42. Бассе (62085)
43. Беані (62103)
44. Беллонн (62106)
45. Беньї (62122)
46. Беньятр (62121)
47. Бергенез (62109)
48. Берланкур-ле-Коруа (62111)
49. Берль-Моншель (62113)
50. Берль-о-Буа (62112)
51. Бермікур (62114)
52. Берневіль (62115)
53. Бертенкур (62117)
54. Бетонсар (62118)
55. Б'євілле-ле-Бапом (62129)
56. Біюкур (62131)
57. Бланжерваль-Бланжермон (62137)
58. Блервіль (62135)
59. Бовуа (62101)
60. Бовуар-Ваван (62881)
61. Бодрикур (62091)
62. Боланкур (62093)
63. Бомец-ле-Камбре (62096)
64. Бомец-ле-Лож (62097)
65. Боньєр (62154)
66. Борен (62099)
67. Бофор-Блавенкур (62092)
68. Боффль (62143)
69. Бреб'єр (62173)
70. Брія (62180)
71. Буаєль (62172)
72. Буале-о-Мон (62151)
73. Буале-Сен-Марк (62152)
74. Буарі-Бекерель (62144)
75. Буарі-Нотр-Дам (62145)
76. Буарі-Сент-Риктрюд (62147)
77. Буарі-Сен-Мартен (62146)
78. Буаяваль (62171)
79. Бубе-сюр-Канш (62158)
80. Бур (62166)
81. Буре-сюр-Канш (62163)
82. Бурлон (62164)
83. Бюїр-о-Буа (62182)
84. Бюїссі (62184)
85. Бюкуа (62181)
86. Бюллекур (62185)
87. Бюневіль (62187)
88. Бюс (62189)
89. Б'янвілле-о-Буа (62130)
90. Б'яш-Сен-Вааст (62128)
91. Вавран-сюр-Тернуаз (62883)
92. Ваї (62869)
93. Вакрі-ле-Бук (62833)
94. Валюон (62835)
95. Ванкетен (62874)
96. Ванкур (62873)
97. Варланкур-Окур (62876)
98. Варленкур-ле-Па (62877)
99. Варлю (62878)
100. Варлюзель (62879)
101. Велю (62840)
102. Вієрваль (62892)
103. Вілле-Брюлен (62856)
104. Вілле-ле-Каньїкур (62858)
105. Вілле-л'Опіталь (62859)
106. Вілле-о-Фло (62855)
107. Вілле-Сір-Сімон (62860)
108. Вілле-Шатель (62857)
109. Віс-ан-Артуа (62864)
110. Вітрі-ан-Артуа (62865)
111. Віянкур (62891)
112. Во-Врокур (62839)
113. Во (62838)
114. Гаврель (62369)
115. Гемапп (62392)
116. Гінекур (62396)
117. Годьямпре (62368)
118. Гом'єкур (62374)
119. Гоммекур (62375)
120. Гошен-Верлуен (62367)
121. Гран-Рюллекур (62385)
122. Гревілле (62387)
123. Гренкур-ле-Авренкур (62384)
124. Гренкур-ле-Па (62389)
125. Гув (62378)
126. Гуї-ан-Артуа (62379)
127. Гуї-ан-Тернуа (62381)
128. Гуї-су-Беллонн (62383)
129. Денвіль (62263)
130. Деньє (62266)
131. Душі-лез-Аєтт (62272)
132. Дюїзан (62279)
133. Дюрі (62280)
134. Ебютерн (62422)
135. Екірр (62301)
136. Екуавр (62283)
137. Еку-Сен-Мен (62285)
138. Екур-Сен-Кантен (62284)
139. Екюрі (62290)
140. Емберкам (62465)
141. Енен-сюр-Кожель (62428)
142. Енінель (62426)
143. Енші-ан-Артуа (62469)
144. Еню (62430)
145. Епінуа (62298)
146. Епс (62299)
147. Ервілле (62306)
148. Ерен (62303)
149. Ерикур (62433)
150. Ерлен-ле-Сек (62436)
151. Ерленкур (62435)
152. Ермавіль (62438)
153. Ермі (62440)
154. Ернікур (62442)
155. Естре-Вамен (62316)
156. Естрю (62450)
157. Етен (62317)
158. Етерпіньї (62319)
159. Етрен (62320)
160. Еф-ан-Тернуа (62633)
161. Ешен (62451)
162. Женн-Іверньї (62370)
163. Живанші-ле-Нобль (62372)
164. Іверньї (62475)
165. Ізель-лез-Екершен (62476)
166. Ізель-ле-Амо (62477)
167. Ітр (62909)
168. Камблен-л'Аббе (62199)
169. Камбліньєль (62198)
170. Канеттмон (62208)
171. Каньїкур (62192)
172. Капель-Фермон (62211)
173. Кеан (62673)
174. Ке-О-Меній (62683)
175. К'єрі-ла-Мотт (62680)
176. Контвіль-ан-Тернуа (62238)
177. Конші-сюр-Канш (62234)
178. Корбеем (62240)
179. Круа-ан-Тернуа (62260)
180. Круазетт (62258)
181. Круазій (62259)
182. Куен (62242)
183. Кульмон (62243)
184. Курсель-ле-Конт (62248)
185. Кутюрель (62253)
186. Ла-Ерльєр (62434)
187. Ла-Коші (62216)
188. Ла-Тьєлуа (62813)
189. Ланьїкур-Марсель (62484)
190. Латтр-Сен-Кантен (62490)
191. Ле-Поншель (62665)
192. Ле-Сар (62777)
193. Ле-Суїш (62802)
194. Ле-Транслуа (62829)
195. Лебюк'єр (62493)
196. Лензе (62518)
197. Лешель (62494)
198. Ліньєрей (62511)
199. Ліньї-Сен-Флошель (62514)
200. Ліньї-сюр-Канш (62513)
201. Ліньї-Тіюа (62515)
202. Лісбур (62519)
203. Льянкур (62507)
204. Манен (62544)
205. Маньїкур-ан-Конт (62536)
206. Маньїкур-сюр-Канш (62537)
207. Марей (62557)
208. Марес (62553)
209. Марке (62558)
210. Маркйон (62559)
211. Мартенпюїш (62561)
212. Мезьєр (62542)
213. Менговаль (62574)
214. Меній (62539)
215. Меркатель (62568)
216. Мец-ан-Кутюр (62572)
217. Мон-ан-Тернуа (62590)
218. Мон-Сент-Елуа (62589)
219. Мондікур (62583)
220. Монтенескур (62586)
221. Моншель-сюр-Канш (62577)
222. Монш'є (62578)
223. Монші-Бретон (62580)
224. Монші-Кайо (62581)
225. Монші-ле-Пре (62582)
226. Монші-о-Буа (62579)
227. Моншо-ле-Фреван (62576)
228. Морваль (62593)
229. Морі (62594)
230. Морші (62591)
231. Муаєннвіль (62597)
232. Не-лез-Оксі (62616)
233. Невіль-Буржонваль (62608)
234. Невіль-Вітасс (62611)
235. Невіль-о-Корне (62607)
236. Невіль-Сен-Вааст (62609)
237. Невірей (62612)
238. Недон (62600)
239. Недоншель (62601)
240. Ненк-Откот (62631)
241. Норей (62619)
242. Нуаєллетт (62629)
243. Нуаєль-Віон (62630)
244. Нуаєль-су-Беллонн (62627)
245. Обіньї-ан-Артуа (62045)
246. Обромец (62047)
247. Оксі-ле-Шато (62060)
248. Окур (62414)
249. Омерваль (62058)
250. Оппі (62639)
251. Орвіль (62640)
252. Остревіль (62641)
253. От-Авен (62415)
254. Отвіль (62418)
255. Отклок (62416)
256. Па-ан-Артуа (62649)
257. Паллюель (62646)
258. Пельв (62650)
259. Пенен (62651)
260. Перн (62652)
261. П'єррмон (62655)
262. Плувен (62660)
263. Поммера (62663)
264. Помм'є (62664)
265. Предефен (62668)
266. Прессі (62669)
267. Пронвіль (62671)
268. Пюїзьє (62672)
269. Рамкур (62686)
270. Рансар (62689)
271. Ре (62718)
272. Ребрев-сюр-Канш (62694)
273. Ребрев'єтт (62695)
274. Рекур (62697)
275. Ремі (62703)
276. Рив'єр (62712)
277. Роелькур (62717)
278. Рокіньї (62715)
279. Рокленкур (62714)
280. Ружфе (62722)
281. Рюїолькур (62731)
282. Рюмокур (62728)
283. Р'янкур-ле-Бапом (62708)
284. Р'янкур-ле-Каньїкур (62709)
285. Саві-Берлетт (62785)
286. Саї-ан-Остреван (62734)
287. Саї-о-Буа (62733)
288. Сапіні (62776)
289. Сар-ле-Буа (62778)
290. Сартон (62779)
291. Сашен (62732)
292. Сен-ле-Маркйон (62739)
293. Сен-ле-Перн (62740)
294. Сен-Леже (62754)
295. Сен-Лоран-Бланжі (62753)
296. Сен-Мартен-сюр-Кожель (62761)
297. Сен-Мішель-сюр-Тернуаз (62763)
298. Сен-Нікола (62764)
299. Сен-Поль-сюр-Тернуаз (62767)
300. Сент-Аман (62741)
301. Сент-Катрин-лез-Аррас (62744)
302. Серикур (62791)
303. Сібівіль (62795)
304. Сіманкур (62796)
305. Сіракур (62797)
306. Содемон (62782)
307. Сольті (62784)
308. Сомбрен (62798)
309. Соші-Коші (62780)
310. Соші-Лестре (62781)
311. Суастр (62800)
312. Сю-Сен-Леже (62804)
313. Тангрі (62805)
314. Телю (62810)
315. Тенер (62808)
316. Тенк (62820)
317. Терна (62809)
318. Тії-Капель (62818)
319. Тіюа-ле-Ермавіль (62816)
320. Тіюа-ле-Моффлен (62817)
321. Толлан (62822)
322. Торткен (62825)
323. Треско (62830)
324. Труаво (62831)
325. Тьєвр (62814)
326. Уазі-ле-Верже (62638)
327. Увен-Увіньєль (62459)
328. Фаврей (62326)
329. Фамешон (62322)
330. Фампу (62323)
331. Фарбю (62324)
332. Феші (62331)
333. Ф'єф (62333)
334. Фіше (62332)
335. Флер (62337)
336. Флері (62339)
337. Флоренгем (62340)
338. Фонкевілле (62341)
339. Фонтен-ле-Булан (62342)
340. Фонтен-ле-Круазій (62343)
341. Фонтен-ле-Ерман (62344)
342. Фонтен-л'Еталон (62345)
343. Фортель-ан-Артуа (62346)
344. Фоссе (62347)
345. Фрамекур (62352)
346. Фреван (62361)
347. Фревен-Капель (62363)
348. Фревілле (62362)
349. Фремікур (62353)
350. Френ-ле-Монтобан (62355)
351. Френуа-ан-Гоель (62358)
352. Фуффлен-Рикамец (62348)
353. Шеле (62221)
354. Шеризі (62223)
355. Юкльє (62462)
356. Юмерей (62467)
357. Юм'єр (62468)